# 2001年のワールドシリーズ
2001年の野球において、メジャーリーグベースボール（MLB）優勝決定戦の第97回ワールドシリーズ（英語: 97th World Series）は、10月27日から11月4日にかけて計7試合が開催された。その結果、アリゾナ・ダイヤモンドバックス（ナショナルリーグ）がニューヨーク・ヤンキース（アメリカンリーグ）を4勝3敗で下し、球団創設4年目で初の優勝を果たした。
アメリカ合衆国ではこの年の9月11日、ヤンキースの本拠地都市ニューヨーク州ニューヨークにあるワールドトレードセンターなど、複数の地点へハイジャックされた航空機が自爆目的で衝突するという同時多発テロ事件が発生し、3,000人近い死者を出した。その影響でMLBのシーズンが1週間にわたって中断・延期されたため、今シリーズはワールドシリーズ史上初めて、開催期間が11月に突入した。第4戦の延長10回裏、ヤンキースのデレク・ジーターの打席中に日付が11月1日に変わり、その打席でジーターがサヨナラ本塁打を放ったため、ジーターは "ミスター・ノベンバー"（11月男）と呼ばれるようになった。ヤンキースは続く第5戦も前の試合と同様に、2点を追う9回裏に本塁打で同点に追いついたあと延長戦の末にサヨナラ勝利し、シリーズ制覇へ先に王手をかけた。
第6戦はダイヤモンドバックスが勝利して3勝3敗のタイとし、シリーズの行方は最終第7戦へもつれ込んだ。その第7戦では、ダイヤモンドバックスが1点を追う9回裏、ヤンキースの抑え投手マリアノ・リベラを攻め立てて同点とし、さらにルイス・ゴンザレスのサヨナラ適時打で優勝を決めた。ポストシーズン史上、9回裏の攻撃をビハインドで迎えたチームの逆転サヨナラ勝利が3試合あるのは初めて。また、サヨナラ安打での優勝決定は、ワールドシリーズ史上4年ぶり9度目である。1998年創設のダイヤモンドバックスは、その年から始まったヤンキースのシリーズ連覇を3で止めると同時に、1961年以降のエクスパンションによって創設された球団としては史上最速となる4年目での優勝を達成した。アリゾナ州を本拠地とするチームの北米4大プロスポーツリーグ優勝も、これが史上初である。
シリーズMVPには、ダイヤモンドバックスの先発ローテーションを支えた2投手、ランディ・ジョンソンとカート・シリングが選出された。ジョンソンは3試合17.1イニングで3勝0敗・防御率1.04を記録、第6戦に先発登板し7.0イニング104球を投じたあと、翌日の第7戦にも救援登板し1.1イニングを無安打に抑えて逆転サヨナラ勝利を呼び込んだ。シリングは3試合21.1イニングで1勝0敗・防御率1.69を記録、第1戦→第4戦→第7戦と中3日で3先発し、全ての試合で7.0イニング以上を投げて相手打線を8三振以上・2失点以下に封じた。シリーズMVPを複数選手が同時受賞するのは、1981年シリーズでロサンゼルス・ドジャースから3選手が選出されて以来20年ぶり2度目である。またのちにこのふたりは、雑誌『スポーツ・イラストレイテッド』選出のスポーツメン・オブ・ザ・イヤー賞も共同受賞した。

## 両チームの過去の対戦
MLBでは1997年から、アメリカンリーグ球団とナショナルリーグ球団がレギュラーシーズン中に対戦する "インターリーグ" が導入された。しかし、ダイヤモンドバックスが創設された1998年から2001年までの4年間、ダイヤモンドバックスとヤンキースの対戦は組まれていない。というのも、インターリーグはこの年までの5年間、ナショナルリーグ西地区の球団はアメリカンリーグ西地区の球団と、アメリカンリーグ東地区の球団はナショナルリーグ東地区の球団と、というように対戦カードを同地区球団どうしのみに限定していたためである。

## 試合結果
2001年のワールドシリーズは10月27日に開幕し、途中に移動日を挟んで9日間で7試合が行われた。日程・結果は以下の通り。
| 日付                                                               | 試合  | ビジター球団（先攻）           | スコア | ホーム球団（後攻）             | 開催球場                   | 開催球場                                       |
| ------------------------------------------------------------------ | ----- | ------------------------------ | ------ | ------------------------------ | -------------------------- | ---------------------------------------------- |
| 10月27日（土）                                                     | 第1戦 | ニューヨーク・ヤンキース       | 1－9   | アリゾナ・ダイヤモンドバックス | バンク・ワン・ボールパーク | バンク・ワン・ボールパークヤンキー・スタジアム |
| 10月28日（日）                                                     | 第2戦 | ニューヨーク・ヤンキース       | 0－4   | アリゾナ・ダイヤモンドバックス | バンク・ワン・ボールパーク | バンク・ワン・ボールパークヤンキー・スタジアム |
| 10月29日（月）                                                     |       | 移動日                         | 移動日 | 移動日                         |                            | バンク・ワン・ボールパークヤンキー・スタジアム |
| 10月30日（火）                                                     | 第3戦 | アリゾナ・ダイヤモンドバックス | 1－2   | ニューヨーク・ヤンキース       | ヤンキー・スタジアム       | バンク・ワン・ボールパークヤンキー・スタジアム |
| 10月31日（水）                                                     | 第4戦 | アリゾナ・ダイヤモンドバックス | 3－4x  | ニューヨーク・ヤンキース       | ヤンキー・スタジアム       | バンク・ワン・ボールパークヤンキー・スタジアム |
| 11月01日（木）                                                     | 第5戦 | アリゾナ・ダイヤモンドバックス | 2－3x  | ニューヨーク・ヤンキース       | ヤンキー・スタジアム       | バンク・ワン・ボールパークヤンキー・スタジアム |
| 11月02日（金）                                                     |       | 移動日                         | 移動日 | 移動日                         |                            | バンク・ワン・ボールパークヤンキー・スタジアム |
| 11月03日（土）                                                     | 第6戦 | ニューヨーク・ヤンキース       | 2－15  | アリゾナ・ダイヤモンドバックス | バンク・ワン・ボールパーク | バンク・ワン・ボールパークヤンキー・スタジアム |
| 11月04日（日）                                                     | 第7戦 | ニューヨーク・ヤンキース       | 2－3x  | アリゾナ・ダイヤモンドバックス | バンク・ワン・ボールパーク | バンク・ワン・ボールパークヤンキー・スタジアム |
| 優勝：アリゾナ・ダイヤモンドバックス（4勝3敗 / 球団創設4年目で初） |       |                                |        |                                |                            | バンク・ワン・ボールパークヤンキー・スタジアム |

### 第1戦 10月27日
- バンク・ワン・ボールパーク（アリゾナ州フェニックス）

|                                | 1 | 2 | 3 | 4 | 5 | 6 | 7 | 8 | 9 | R | H  | E |
| ------------------------------ | - | - | - | - | - | - | - | - | - | - | -- | - |
| ニューヨーク・ヤンキース       | 1 | 0 | 0 | 0 | 0 | 0 | 0 | 0 | 0 | 1 | 3  | 2 |
| アリゾナ・ダイヤモンドバックス | 1 | 0 | 4 | 4 | 0 | 0 | 0 | 0 | X | 9 | 10 | 0 |

1. 勝利：カート・シリング（1勝）
2. 敗戦：マイク・ムッシーナ（1敗）
3. 本塁打
ARI：クレイグ・カウンセル1号ソロ、ルイス・ゴンザレス1号2ラン
4. 審判
［球審］スティーブ・リプリー
［塁審］一塁: マーク・ハーシュベック、二塁: デイル・スコット、三塁: エド・ラピュアーノ
［外審］左翼: ジム・ジョイス、右翼: デイナ・デムス
5. 試合開始時刻: 山岳部標準時（UTC-7）午後5時8分  試合時間: 2時間44分  観客: 4万9646人  気温: 94°F（34.4°C）
詳細: MLB.com Gameday / Baseball-Reference.com

| ニューヨーク・ヤンキース | ニューヨーク・ヤンキース | ニューヨーク・ヤンキース | ニューヨーク・ヤンキース | ニューヨーク・ヤンキース | アリゾナ・ダイヤモンドバックス | アリゾナ・ダイヤモンドバックス | アリゾナ・ダイヤモンドバックス | アリゾナ・ダイヤモンドバックス | アリゾナ・ダイヤモンドバックス                                                                                             |
| ------------------------ | ------------------------ | ------------------------ | ------------------------ | --- | ------------------------------ | ------------------------------ | ------------------------------ | ------------------------------ | --- |
| 打順                     | 守備                     | 選手                     | 打席                     | M・ムッシーナJ・ポサダT・マルティ · ネスA・ソリアーノS・ブロシアスD・ジーターC・ノブロックB・ウィリアムスD・ジャスティス（なし） | 打順                           | 守備                           | 選手                           | 打席                           | C・シリングD・ミラーM・グレースC・カウンセルM・ウィリ · アムズT・ウォマックL・ゴンザレスS・フィンリーR・サンダース（なし） |
| 1                        | 左                       | C・ノブロック            | 右                       | M・ムッシーナJ・ポサダT・マルティ · ネスA・ソリアーノS・ブロシアスD・ジーターC・ノブロックB・ウィリアムスD・ジャスティス（なし） | 1                              | 遊                             | T・ウォマック                  | 左                             | C・シリングD・ミラーM・グレースC・カウンセルM・ウィリ · アムズT・ウォマックL・ゴンザレスS・フィンリーR・サンダース（なし） |
| 2                        | 遊                       | D・ジーター              | 右                       | M・ムッシーナJ・ポサダT・マルティ · ネスA・ソリアーノS・ブロシアスD・ジーターC・ノブロックB・ウィリアムスD・ジャスティス（なし） | 2                              | 二                             | C・カウンセル                  | 左                             | C・シリングD・ミラーM・グレースC・カウンセルM・ウィリ · アムズT・ウォマックL・ゴンザレスS・フィンリーR・サンダース（なし） |
| 3                        | 右                       | D・ジャスティス          | 左                       | M・ムッシーナJ・ポサダT・マルティ · ネスA・ソリアーノS・ブロシアスD・ジーターC・ノブロックB・ウィリアムスD・ジャスティス（なし） | 3                              | 左                             | L・ゴンザレス                  | 左                             | C・シリングD・ミラーM・グレースC・カウンセルM・ウィリ · アムズT・ウォマックL・ゴンザレスS・フィンリーR・サンダース（なし） |
| 4                        | 中                       | B・ウィリアムス          | 両                       | M・ムッシーナJ・ポサダT・マルティ · ネスA・ソリアーノS・ブロシアスD・ジーターC・ノブロックB・ウィリアムスD・ジャスティス（なし） | 4                              | 右                             | R・サンダース                  | 右                             | C・シリングD・ミラーM・グレースC・カウンセルM・ウィリ · アムズT・ウォマックL・ゴンザレスS・フィンリーR・サンダース（なし） |
| 5                        | 一                       | T・マルティネス          | 左                       | M・ムッシーナJ・ポサダT・マルティ · ネスA・ソリアーノS・ブロシアスD・ジーターC・ノブロックB・ウィリアムスD・ジャスティス（なし） | 5                              | 中                             | S・フィンリー                  | 左                             | C・シリングD・ミラーM・グレースC・カウンセルM・ウィリ · アムズT・ウォマックL・ゴンザレスS・フィンリーR・サンダース（なし） |
| 6                        | 捕                       | J・ポサダ                | 両                       | M・ムッシーナJ・ポサダT・マルティ · ネスA・ソリアーノS・ブロシアスD・ジーターC・ノブロックB・ウィリアムスD・ジャスティス（なし） | 6                              | 三                             | M・ウィリアムズ                | 右                             | C・シリングD・ミラーM・グレースC・カウンセルM・ウィリ · アムズT・ウォマックL・ゴンザレスS・フィンリーR・サンダース（なし） |
| 7                        | 二                       | A・ソリアーノ            | 右                       | M・ムッシーナJ・ポサダT・マルティ · ネスA・ソリアーノS・ブロシアスD・ジーターC・ノブロックB・ウィリアムスD・ジャスティス（なし） | 7                              | 一                             | M・グレース                    | 左                             | C・シリングD・ミラーM・グレースC・カウンセルM・ウィリ · アムズT・ウォマックL・ゴンザレスS・フィンリーR・サンダース（なし） |
| 8                        | 三                       | S・ブロシアス            | 右                       | M・ムッシーナJ・ポサダT・マルティ · ネスA・ソリアーノS・ブロシアスD・ジーターC・ノブロックB・ウィリアムスD・ジャスティス（なし） | 8                              | 捕                             | D・ミラー                      | 右                             | C・シリングD・ミラーM・グレースC・カウンセルM・ウィリ · アムズT・ウォマックL・ゴンザレスS・フィンリーR・サンダース（なし） |
| 9                        | 投                       | M・ムッシーナ            | 左                       | M・ムッシーナJ・ポサダT・マルティ · ネスA・ソリアーノS・ブロシアスD・ジーターC・ノブロックB・ウィリアムスD・ジャスティス（なし） | 9                              | 投                             | C・シリング                    | 右                             | C・シリングD・ミラーM・グレースC・カウンセルM・ウィリ · アムズT・ウォマックL・ゴンザレスS・フィンリーR・サンダース（なし） |
| 先発投手                 | 先発投手                 | 先発投手                 | 投球                     | M・ムッシーナJ・ポサダT・マルティ · ネスA・ソリアーノS・ブロシアスD・ジーターC・ノブロックB・ウィリアムスD・ジャスティス（なし） | 先発投手                       | 先発投手                       | 先発投手                       | 投球                           | C・シリングD・ミラーM・グレースC・カウンセルM・ウィリ · アムズT・ウォマックL・ゴンザレスS・フィンリーR・サンダース（なし） |
| M・ムッシーナ            | M・ムッシーナ            | M・ムッシーナ            | 右                       | M・ムッシーナJ・ポサダT・マルティ · ネスA・ソリアーノS・ブロシアスD・ジーターC・ノブロックB・ウィリアムスD・ジャスティス（なし） | C・シリング                    | C・シリング                    | C・シリング                    | 右                             | C・シリングD・ミラーM・グレースC・カウンセルM・ウィリ · アムズT・ウォマックL・ゴンザレスS・フィンリーR・サンダース（なし） |

### 第2戦 10月28日
- バンク・ワン・ボールパーク（アリゾナ州フェニックス）

|                                | 1 | 2 | 3 | 4 | 5 | 6 | 7 | 8 | 9 | R | H | E |
| ------------------------------ | - | - | - | - | - | - | - | - | - | - | - | - |
| ニューヨーク・ヤンキース       | 0 | 0 | 0 | 0 | 0 | 0 | 0 | 0 | 0 | 0 | 3 | 0 |
| アリゾナ・ダイヤモンドバックス | 0 | 1 | 0 | 0 | 0 | 0 | 3 | 0 | X | 4 | 5 | 0 |

1. 勝利：ランディ・ジョンソン（1勝）
2. 敗戦：アンディ・ペティット（1敗）
3. 本塁打
ARI：マット・ウィリアムズ1号3ラン
4. 審判
［球審］マーク・ハーシュベック
［塁審］一塁: デイル・スコット、二塁: エド・ラピュアーノ、三塁: ジム・ジョイス
［外審］左翼: デイナ・デムス、右翼: スティーブ・リプリー
5. 試合開始時刻: 山岳部標準時（UTC-7）午後6時7分  試合時間: 2時間35分  観客: 4万9646人  気温: 88°F（31.1°C）
詳細: MLB.com Gameday / Baseball-Reference.com

| ニューヨーク・ヤンキース | ニューヨーク・ヤンキース | ニューヨーク・ヤンキース | ニューヨーク・ヤンキース | ニューヨーク・ヤンキース                                                                                                  | アリゾナ・ダイヤモンドバックス | アリゾナ・ダイヤモンドバックス | アリゾナ・ダイヤモンドバックス | アリゾナ・ダイヤモンドバックス | アリゾナ・ダイヤモンドバックス                                                                                               |
| ------------------------ | ------------------------ | ------------------------ | ------------------------ | --- | ------------------------------ | ------------------------------ | ------------------------------ | ------------------------------ | --- |
| 打順                     | 守備                     | 選手                     | 打席                     | A・ペティットJ・ポサダR・ベラーディA・ソリアーノS・ブロシアスD・ジーターC・ノブロックB・ウィリアムスS・スペンサー（なし） | 打順                           | 守備                           | 選手                           | 打席                           | R・ジョンソンD・ミラーM・グレースC・カウンセルM・ウィリ · アムズT・ウォマックL・ゴンザレスD・バティスタR・サンダース（なし） |
| 1                        | 左                       | C・ノブロック            | 右                       | A・ペティットJ・ポサダR・ベラーディA・ソリアーノS・ブロシアスD・ジーターC・ノブロックB・ウィリアムスS・スペンサー（なし） | 1                              | 遊                             | T・ウォマック                  | 左                             | R・ジョンソンD・ミラーM・グレースC・カウンセルM・ウィリ · アムズT・ウォマックL・ゴンザレスD・バティスタR・サンダース（なし） |
| 2                        | 一                       | R・ベラーディ            | 右                       | A・ペティットJ・ポサダR・ベラーディA・ソリアーノS・ブロシアスD・ジーターC・ノブロックB・ウィリアムスS・スペンサー（なし） | 2                              | 二                             | C・カウンセル                  | 左                             | R・ジョンソンD・ミラーM・グレースC・カウンセルM・ウィリ · アムズT・ウォマックL・ゴンザレスD・バティスタR・サンダース（なし） |
| 3                        | 遊                       | D・ジーター              | 右                       | A・ペティットJ・ポサダR・ベラーディA・ソリアーノS・ブロシアスD・ジーターC・ノブロックB・ウィリアムスS・スペンサー（なし） | 3                              | 左                             | L・ゴンザレス                  | 左                             | R・ジョンソンD・ミラーM・グレースC・カウンセルM・ウィリ · アムズT・ウォマックL・ゴンザレスD・バティスタR・サンダース（なし） |
| 4                        | 中                       | B・ウィリアムス          | 両                       | A・ペティットJ・ポサダR・ベラーディA・ソリアーノS・ブロシアスD・ジーターC・ノブロックB・ウィリアムスS・スペンサー（なし） | 4                              | 右                             | R・サンダース                  | 右                             | R・ジョンソンD・ミラーM・グレースC・カウンセルM・ウィリ · アムズT・ウォマックL・ゴンザレスD・バティスタR・サンダース（なし） |
| 5                        | 捕                       | J・ポサダ                | 両                       | A・ペティットJ・ポサダR・ベラーディA・ソリアーノS・ブロシアスD・ジーターC・ノブロックB・ウィリアムスS・スペンサー（なし） | 5                              | 中                             | D・バティスタ                  | 右                             | R・ジョンソンD・ミラーM・グレースC・カウンセルM・ウィリ · アムズT・ウォマックL・ゴンザレスD・バティスタR・サンダース（なし） |
| 6                        | 右                       | S・スペンサー            | 右                       | A・ペティットJ・ポサダR・ベラーディA・ソリアーノS・ブロシアスD・ジーターC・ノブロックB・ウィリアムスS・スペンサー（なし） | 6                              | 三                             | M・ウィリアムズ                | 右                             | R・ジョンソンD・ミラーM・グレースC・カウンセルM・ウィリ · アムズT・ウォマックL・ゴンザレスD・バティスタR・サンダース（なし） |
| 7                        | 二                       | A・ソリアーノ            | 右                       | A・ペティットJ・ポサダR・ベラーディA・ソリアーノS・ブロシアスD・ジーターC・ノブロックB・ウィリアムスS・スペンサー（なし） | 7                              | 一                             | M・グレース                    | 左                             | R・ジョンソンD・ミラーM・グレースC・カウンセルM・ウィリ · アムズT・ウォマックL・ゴンザレスD・バティスタR・サンダース（なし） |
| 8                        | 三                       | S・ブロシアス            | 右                       | A・ペティットJ・ポサダR・ベラーディA・ソリアーノS・ブロシアスD・ジーターC・ノブロックB・ウィリアムスS・スペンサー（なし） | 8                              | 捕                             | D・ミラー                      | 右                             | R・ジョンソンD・ミラーM・グレースC・カウンセルM・ウィリ · アムズT・ウォマックL・ゴンザレスD・バティスタR・サンダース（なし） |
| 9                        | 投                       | A・ペティット            | 左                       | A・ペティットJ・ポサダR・ベラーディA・ソリアーノS・ブロシアスD・ジーターC・ノブロックB・ウィリアムスS・スペンサー（なし） | 9                              | 投                             | R・ジョンソン                  | 右                             | R・ジョンソンD・ミラーM・グレースC・カウンセルM・ウィリ · アムズT・ウォマックL・ゴンザレスD・バティスタR・サンダース（なし） |
| 先発投手                 | 先発投手                 | 先発投手                 | 投球                     | A・ペティットJ・ポサダR・ベラーディA・ソリアーノS・ブロシアスD・ジーターC・ノブロックB・ウィリアムスS・スペンサー（なし） | 先発投手                       | 先発投手                       | 先発投手                       | 投球                           | R・ジョンソンD・ミラーM・グレースC・カウンセルM・ウィリ · アムズT・ウォマックL・ゴンザレスD・バティスタR・サンダース（なし） |
| A・ペティット            | A・ペティット            | A・ペティット            | 左                       | A・ペティットJ・ポサダR・ベラーディA・ソリアーノS・ブロシアスD・ジーターC・ノブロックB・ウィリアムスS・スペンサー（なし） | R・ジョンソン                  | R・ジョンソン                  | R・ジョンソン                  | 左                             | R・ジョンソンD・ミラーM・グレースC・カウンセルM・ウィリ · アムズT・ウォマックL・ゴンザレスD・バティスタR・サンダース（なし） |

### 第3戦 10月30日
- ヤンキー・スタジアム（ニューヨーク州ニューヨーク市ブロンクス区）

|                                | 1 | 2 | 3 | 4 | 5 | 6 | 7 | 8 | 9 | R | H | E |
| ------------------------------ | - | - | - | - | - | - | - | - | - | - | - | - |
| アリゾナ・ダイヤモンドバックス | 0 | 0 | 0 | 1 | 0 | 0 | 0 | 0 | 0 | 1 | 3 | 3 |
| ニューヨーク・ヤンキース       | 0 | 1 | 0 | 0 | 0 | 1 | 0 | 0 | X | 2 | 7 | 1 |

1. 勝利：ロジャー・クレメンス（1勝）
2. セーブ：マリアノ・リベラ（1S）
3. 敗戦：ブライアン・アンダーソン（1敗）
4. 本塁打
NYY：ホルヘ・ポサダ1号ソロ
5. 審判
［球審］デイル・スコット
［塁審］一塁: エド・ラピュアーノ、二塁: ジム・ジョイス、三塁: デイナ・デムス
［外審］左翼: スティーブ・リプリー、右翼: マーク・ハーシュベック
6. 夜間試合  試合時間: 3時間26分  観客: 5万5820人  気温: 52°F（11.1°C）
詳細: MLB.com Gameday / Baseball-Reference.com

| アリゾナ・ダイヤモンドバックス | アリゾナ・ダイヤモンドバックス | アリゾナ・ダイヤモンドバックス | アリゾナ・ダイヤモンドバックス | アリゾナ・ダイヤモンドバックス | ニューヨーク・ヤンキース | ニューヨーク・ヤンキース | ニューヨーク・ヤンキース | ニューヨーク・ヤンキース | ニューヨーク・ヤンキース |
| ------------------------------ | ------------------------------ | ------------------------------ | ------------------------------ | --- | ------------------------ | ------------------------ | ------------------------ | ------------------------ | --- |
| 打順                           | 守備                           | 選手                           | 打席                           | B・アンダーソンD・ミラーM・グレースC・カウンセルM・ウィリ · アムズT・ウォマックL・ゴンザレスS・フィンリーR・サンダースE・デュラーゾ | 打順                     | 守備                     | 選手                     | 打席                     | R・クレメンスJ・ポサダT・マルティ · ネスA・ソリアーノS・ブロシアスD・ジーターS・スペンサーB・ウィリアムスP・オニールC・ノブロック |
| 1                              | 二                             | C・カウンセル                  | 左                             | B・アンダーソンD・ミラーM・グレースC・カウンセルM・ウィリ · アムズT・ウォマックL・ゴンザレスS・フィンリーR・サンダースE・デュラーゾ | 1                        | DH                       | C・ノブロック            | 右                       | R・クレメンスJ・ポサダT・マルティ · ネスA・ソリアーノS・ブロシアスD・ジーターS・スペンサーB・ウィリアムスP・オニールC・ノブロック |
| 2                              | 中                             | S・フィンリー                  | 左                             | B・アンダーソンD・ミラーM・グレースC・カウンセルM・ウィリ · アムズT・ウォマックL・ゴンザレスS・フィンリーR・サンダースE・デュラーゾ | 2                        | 遊                       | D・ジーター              | 右                       | R・クレメンスJ・ポサダT・マルティ · ネスA・ソリアーノS・ブロシアスD・ジーターS・スペンサーB・ウィリアムスP・オニールC・ノブロック |
| 3                              | 左                             | L・ゴンザレス                  | 左                             | B・アンダーソンD・ミラーM・グレースC・カウンセルM・ウィリ · アムズT・ウォマックL・ゴンザレスS・フィンリーR・サンダースE・デュラーゾ | 3                        | 右                       | P・オニール              | 左                       | R・クレメンスJ・ポサダT・マルティ · ネスA・ソリアーノS・ブロシアスD・ジーターS・スペンサーB・ウィリアムスP・オニールC・ノブロック |
| 4                              | 右                             | R・サンダース                  | 右                             | B・アンダーソンD・ミラーM・グレースC・カウンセルM・ウィリ · アムズT・ウォマックL・ゴンザレスS・フィンリーR・サンダースE・デュラーゾ | 4                        | 中                       | B・ウィリアムス          | 両                       | R・クレメンスJ・ポサダT・マルティ · ネスA・ソリアーノS・ブロシアスD・ジーターS・スペンサーB・ウィリアムスP・オニールC・ノブロック |
| 5                              | DH                             | E・デュラーゾ                  | 左                             | B・アンダーソンD・ミラーM・グレースC・カウンセルM・ウィリ · アムズT・ウォマックL・ゴンザレスS・フィンリーR・サンダースE・デュラーゾ | 5                        | 一                       | T・マルティネス          | 左                       | R・クレメンスJ・ポサダT・マルティ · ネスA・ソリアーノS・ブロシアスD・ジーターS・スペンサーB・ウィリアムスP・オニールC・ノブロック |
| 6                              | 三                             | M・ウィリアムズ                | 右                             | B・アンダーソンD・ミラーM・グレースC・カウンセルM・ウィリ · アムズT・ウォマックL・ゴンザレスS・フィンリーR・サンダースE・デュラーゾ | 6                        | 捕                       | J・ポサダ                | 両                       | R・クレメンスJ・ポサダT・マルティ · ネスA・ソリアーノS・ブロシアスD・ジーターS・スペンサーB・ウィリアムスP・オニールC・ノブロック |
| 7                              | 一                             | M・グレース                    | 左                             | B・アンダーソンD・ミラーM・グレースC・カウンセルM・ウィリ · アムズT・ウォマックL・ゴンザレスS・フィンリーR・サンダースE・デュラーゾ | 7                        | 左                       | S・スペンサー            | 右                       | R・クレメンスJ・ポサダT・マルティ · ネスA・ソリアーノS・ブロシアスD・ジーターS・スペンサーB・ウィリアムスP・オニールC・ノブロック |
| 8                              | 捕                             | D・ミラー                      | 右                             | B・アンダーソンD・ミラーM・グレースC・カウンセルM・ウィリ · アムズT・ウォマックL・ゴンザレスS・フィンリーR・サンダースE・デュラーゾ | 8                        | 三                       | S・ブロシアス            | 右                       | R・クレメンスJ・ポサダT・マルティ · ネスA・ソリアーノS・ブロシアスD・ジーターS・スペンサーB・ウィリアムスP・オニールC・ノブロック |
| 9                              | 遊                             | T・ウォマック                  | 左                             | B・アンダーソンD・ミラーM・グレースC・カウンセルM・ウィリ · アムズT・ウォマックL・ゴンザレスS・フィンリーR・サンダースE・デュラーゾ | 9                        | 二                       | A・ソリアーノ            | 右                       | R・クレメンスJ・ポサダT・マルティ · ネスA・ソリアーノS・ブロシアスD・ジーターS・スペンサーB・ウィリアムスP・オニールC・ノブロック |
| 先発投手                       | 先発投手                       | 先発投手                       | 投球                           | B・アンダーソンD・ミラーM・グレースC・カウンセルM・ウィリ · アムズT・ウォマックL・ゴンザレスS・フィンリーR・サンダースE・デュラーゾ | 先発投手                 | 先発投手                 | 先発投手                 | 投球                     | R・クレメンスJ・ポサダT・マルティ · ネスA・ソリアーノS・ブロシアスD・ジーターS・スペンサーB・ウィリアムスP・オニールC・ノブロック |
| B・アンダーソン                | B・アンダーソン                | B・アンダーソン                | 左                             | B・アンダーソンD・ミラーM・グレースC・カウンセルM・ウィリ · アムズT・ウォマックL・ゴンザレスS・フィンリーR・サンダースE・デュラーゾ | R・クレメンス            | R・クレメンス            | R・クレメンス            | 右                       | R・クレメンスJ・ポサダT・マルティ · ネスA・ソリアーノS・ブロシアスD・ジーターS・スペンサーB・ウィリアムスP・オニールC・ノブロック |

### 第4戦 10月31日
- ヤンキー・スタジアム（ニューヨーク州ニューヨーク市ブロンクス区）

|                                | 1 | 2 | 3 | 4 | 5 | 6 | 7 | 8 | 9 | 10 | R | H | E |
| ------------------------------ | - | - | - | - | - | - | - | - | - | -- | - | - | - |
| アリゾナ・ダイヤモンドバックス | 0 | 0 | 0 | 1 | 0 | 0 | 0 | 2 | 0 | 0  | 3 | 6 | 0 |
| ニューヨーク・ヤンキース       | 0 | 0 | 1 | 0 | 0 | 0 | 0 | 0 | 2 | 1x | 4 | 7 | 0 |

1. 勝利：マリアノ・リベラ（1勝1S）
2. 敗戦：金炳賢（1敗）
3. 本塁打
ARI：マーク・グレース1号ソロ
NYY：シェーン・スペンサー1号ソロ、ティノ・マルティネス1号2ラン、デレク・ジーター1号ソロ
4. 審判
［球審］エド・ラピュアーノ
［塁審］一塁: ジム・ジョイス、二塁: デイナ・デムス、三塁: スティーブ・リプリー
［外審］左翼: マーク・ハーシュベック、右翼: デイル・スコット
5. 夜間試合  試合時間: 3時間31分  観客: 5万5863人  気温: 57°F（13.9°C）
詳細: MLB.com Gameday / Baseball-Reference.com

| アリゾナ・ダイヤモンドバックス | アリゾナ・ダイヤモンドバックス | アリゾナ・ダイヤモンドバックス | アリゾナ・ダイヤモンドバックス | アリゾナ・ダイヤモンドバックス                                                                                                  | ニューヨーク・ヤンキース | ニューヨーク・ヤンキース | ニューヨーク・ヤンキース | ニューヨーク・ヤンキース | ニューヨーク・ヤンキース |
| ------------------------------ | ------------------------------ | ------------------------------ | ------------------------------ | --- | ------------------------ | ------------------------ | ------------------------ | ------------------------ | --- |
| 打順                           | 守備                           | 選手                           | 打席                           | C・シリングD・ミラーM・グレースC・カウンセルM・ウィリ · アムズT・ウォマックL・ゴンザレスS・フィンリーR・サンダースE・デュラーゾ | 打順                     | 守備                     | 選手                     | 打席                     | O・ヘルナンデスJ・ポサダT・マルティ · ネスA・ソリアーノS・ブロシアスD・ジーターS・スペンサーB・ウィリアムスP・オニールD・ジャスティス |
| 1                              | 遊                             | T・ウォマック                  | 左                             | C・シリングD・ミラーM・グレースC・カウンセルM・ウィリ · アムズT・ウォマックL・ゴンザレスS・フィンリーR・サンダースE・デュラーゾ | 1                        | 遊                       | D・ジーター              | 右                       | O・ヘルナンデスJ・ポサダT・マルティ · ネスA・ソリアーノS・ブロシアスD・ジーターS・スペンサーB・ウィリアムスP・オニールD・ジャスティス |
| 2                              | 二                             | C・カウンセル                  | 左                             | C・シリングD・ミラーM・グレースC・カウンセルM・ウィリ · アムズT・ウォマックL・ゴンザレスS・フィンリーR・サンダースE・デュラーゾ | 2                        | 右                       | P・オニール              | 左                       | O・ヘルナンデスJ・ポサダT・マルティ · ネスA・ソリアーノS・ブロシアスD・ジーターS・スペンサーB・ウィリアムスP・オニールD・ジャスティス |
| 3                              | 左                             | L・ゴンザレス                  | 左                             | C・シリングD・ミラーM・グレースC・カウンセルM・ウィリ · アムズT・ウォマックL・ゴンザレスS・フィンリーR・サンダースE・デュラーゾ | 3                        | 中                       | B・ウィリアムス          | 両                       | O・ヘルナンデスJ・ポサダT・マルティ · ネスA・ソリアーノS・ブロシアスD・ジーターS・スペンサーB・ウィリアムスP・オニールD・ジャスティス |
| 4                              | DH                             | E・デュラーゾ                  | 左                             | C・シリングD・ミラーM・グレースC・カウンセルM・ウィリ · アムズT・ウォマックL・ゴンザレスS・フィンリーR・サンダースE・デュラーゾ | 4                        | 一                       | T・マルティネス          | 左                       | O・ヘルナンデスJ・ポサダT・マルティ · ネスA・ソリアーノS・ブロシアスD・ジーターS・スペンサーB・ウィリアムスP・オニールD・ジャスティス |
| 5                              | 三                             | M・ウィリアムズ                | 右                             | C・シリングD・ミラーM・グレースC・カウンセルM・ウィリ · アムズT・ウォマックL・ゴンザレスS・フィンリーR・サンダースE・デュラーゾ | 5                        | 捕                       | J・ポサダ                | 両                       | O・ヘルナンデスJ・ポサダT・マルティ · ネスA・ソリアーノS・ブロシアスD・ジーターS・スペンサーB・ウィリアムスP・オニールD・ジャスティス |
| 6                              | 中                             | S・フィンリー                  | 左                             | C・シリングD・ミラーM・グレースC・カウンセルM・ウィリ · アムズT・ウォマックL・ゴンザレスS・フィンリーR・サンダースE・デュラーゾ | 6                        | DH                       | D・ジャスティス          | 左                       | O・ヘルナンデスJ・ポサダT・マルティ · ネスA・ソリアーノS・ブロシアスD・ジーターS・スペンサーB・ウィリアムスP・オニールD・ジャスティス |
| 7                              | 右                             | R・サンダース                  | 右                             | C・シリングD・ミラーM・グレースC・カウンセルM・ウィリ · アムズT・ウォマックL・ゴンザレスS・フィンリーR・サンダースE・デュラーゾ | 7                        | 左                       | S・スペンサー            | 右                       | O・ヘルナンデスJ・ポサダT・マルティ · ネスA・ソリアーノS・ブロシアスD・ジーターS・スペンサーB・ウィリアムスP・オニールD・ジャスティス |
| 8                              | 一                             | M・グレース                    | 左                             | C・シリングD・ミラーM・グレースC・カウンセルM・ウィリ · アムズT・ウォマックL・ゴンザレスS・フィンリーR・サンダースE・デュラーゾ | 8                        | 三                       | S・ブロシアス            | 右                       | O・ヘルナンデスJ・ポサダT・マルティ · ネスA・ソリアーノS・ブロシアスD・ジーターS・スペンサーB・ウィリアムスP・オニールD・ジャスティス |
| 9                              | 捕                             | D・ミラー                      | 右                             | C・シリングD・ミラーM・グレースC・カウンセルM・ウィリ · アムズT・ウォマックL・ゴンザレスS・フィンリーR・サンダースE・デュラーゾ | 9                        | 二                       | A・ソリアーノ            | 右                       | O・ヘルナンデスJ・ポサダT・マルティ · ネスA・ソリアーノS・ブロシアスD・ジーターS・スペンサーB・ウィリアムスP・オニールD・ジャスティス |
| 先発投手                       | 先発投手                       | 先発投手                       | 投球                           | C・シリングD・ミラーM・グレースC・カウンセルM・ウィリ · アムズT・ウォマックL・ゴンザレスS・フィンリーR・サンダースE・デュラーゾ | 先発投手                 | 先発投手                 | 先発投手                 | 投球                     | O・ヘルナンデスJ・ポサダT・マルティ · ネスA・ソリアーノS・ブロシアスD・ジーターS・スペンサーB・ウィリアムスP・オニールD・ジャスティス |
| C・シリング                    | C・シリング                    | C・シリング                    | 右                             | C・シリングD・ミラーM・グレースC・カウンセルM・ウィリ · アムズT・ウォマックL・ゴンザレスS・フィンリーR・サンダースE・デュラーゾ | O・ヘルナンデス          | O・ヘルナンデス          | O・ヘルナンデス          | 右                       | O・ヘルナンデスJ・ポサダT・マルティ · ネスA・ソリアーノS・ブロシアスD・ジーターS・スペンサーB・ウィリアムスP・オニールD・ジャスティス |

### 第5戦 11月1日
- ヤンキー・スタジアム（ニューヨーク州ニューヨーク市ブロンクス区）

|                                | 1 | 2 | 3 | 4 | 5 | 6 | 7 | 8 | 9 | 10 | 11 | 12 | R | H | E |
| ------------------------------ | - | - | - | - | - | - | - | - | - | -- | -- | -- | - | - | - |
| アリゾナ・ダイヤモンドバックス | 0 | 0 | 0 | 0 | 2 | 0 | 0 | 0 | 0 | 0  | 0  | 0  | 2 | 8 | 0 |
| ニューヨーク・ヤンキース       | 0 | 0 | 0 | 0 | 0 | 0 | 0 | 0 | 2 | 0  | 0  | 1x | 3 | 9 | 1 |

1. 勝利：スターリング・ヒッチコック（1勝）
2. 敗戦：アルビー・ロペス（1敗）
3. 本塁打
ARI：スティーブ・フィンリー1号ソロ、ロッド・バラハス1号ソロ
NYY：スコット・ブロシアス1号2ラン
4. 審判
［球審］ジム・ジョイス
［塁審］一塁: デイナ・デムス、二塁: スティーブ・リプリー、三塁: マーク・ハーシュベック
［外審］左翼: デイル・スコット、右翼: エド・ラピュアーノ
5. 試合開始時刻: 東部標準時（UTC-5）午後8時27分  試合時間: 4時間15分  観客: 5万6018人  気温: 61°F（16.1°C）
詳細: MLB.com Gameday / Baseball-Reference.com

| アリゾナ・ダイヤモンドバックス | アリゾナ・ダイヤモンドバックス | アリゾナ・ダイヤモンドバックス | アリゾナ・ダイヤモンドバックス | アリゾナ・ダイヤモンドバックス | ニューヨーク・ヤンキース | ニューヨーク・ヤンキース | ニューヨーク・ヤンキース | ニューヨーク・ヤンキース | ニューヨーク・ヤンキース |
| ------------------------------ | ------------------------------ | ------------------------------ | ------------------------------ | --- | ------------------------ | ------------------------ | ------------------------ | ------------------------ | --- |
| 打順                           | 守備                           | 選手                           | 打席                           | M・バティスタR・バラハスM・グレースC・カウンセルM・ウィリ · アムズT・ウォマックL・ゴンザレスS・フィンリーR・サンダースE・デュラーゾ | 打順                     | 守備                     | 選手                     | 打席                     | M・ムッシーナJ・ポサダT・マルティ · ネスA・ソリアーノS・ブロシアスD・ジーターS・スペンサーB・ウィリアムスP・オニールD・ジャスティス |
| 1                              | 遊                             | T・ウォマック                  | 左                             | M・バティスタR・バラハスM・グレースC・カウンセルM・ウィリ · アムズT・ウォマックL・ゴンザレスS・フィンリーR・サンダースE・デュラーゾ | 1                        | 遊                       | D・ジーター              | 右                       | M・ムッシーナJ・ポサダT・マルティ · ネスA・ソリアーノS・ブロシアスD・ジーターS・スペンサーB・ウィリアムスP・オニールD・ジャスティス |
| 2                              | 二                             | C・カウンセル                  | 左                             | M・バティスタR・バラハスM・グレースC・カウンセルM・ウィリ · アムズT・ウォマックL・ゴンザレスS・フィンリーR・サンダースE・デュラーゾ | 2                        | 右                       | P・オニール              | 左                       | M・ムッシーナJ・ポサダT・マルティ · ネスA・ソリアーノS・ブロシアスD・ジーターS・スペンサーB・ウィリアムスP・オニールD・ジャスティス |
| 3                              | 左                             | L・ゴンザレス                  | 左                             | M・バティスタR・バラハスM・グレースC・カウンセルM・ウィリ · アムズT・ウォマックL・ゴンザレスS・フィンリーR・サンダースE・デュラーゾ | 3                        | 中                       | B・ウィリアムス          | 両                       | M・ムッシーナJ・ポサダT・マルティ · ネスA・ソリアーノS・ブロシアスD・ジーターS・スペンサーB・ウィリアムスP・オニールD・ジャスティス |
| 4                              | DH                             | E・デュラーゾ                  | 左                             | M・バティスタR・バラハスM・グレースC・カウンセルM・ウィリ · アムズT・ウォマックL・ゴンザレスS・フィンリーR・サンダースE・デュラーゾ | 4                        | 一                       | T・マルティネス          | 左                       | M・ムッシーナJ・ポサダT・マルティ · ネスA・ソリアーノS・ブロシアスD・ジーターS・スペンサーB・ウィリアムスP・オニールD・ジャスティス |
| 5                              | 三                             | M・ウィリアムズ                | 右                             | M・バティスタR・バラハスM・グレースC・カウンセルM・ウィリ · アムズT・ウォマックL・ゴンザレスS・フィンリーR・サンダースE・デュラーゾ | 5                        | 捕                       | J・ポサダ                | 両                       | M・ムッシーナJ・ポサダT・マルティ · ネスA・ソリアーノS・ブロシアスD・ジーターS・スペンサーB・ウィリアムスP・オニールD・ジャスティス |
| 6                              | 中                             | S・フィンリー                  | 左                             | M・バティスタR・バラハスM・グレースC・カウンセルM・ウィリ · アムズT・ウォマックL・ゴンザレスS・フィンリーR・サンダースE・デュラーゾ | 6                        | 左                       | S・スペンサー            | 右                       | M・ムッシーナJ・ポサダT・マルティ · ネスA・ソリアーノS・ブロシアスD・ジーターS・スペンサーB・ウィリアムスP・オニールD・ジャスティス |
| 7                              | 右                             | R・サンダース                  | 右                             | M・バティスタR・バラハスM・グレースC・カウンセルM・ウィリ · アムズT・ウォマックL・ゴンザレスS・フィンリーR・サンダースE・デュラーゾ | 7                        | DH                       | D・ジャスティス          | 左                       | M・ムッシーナJ・ポサダT・マルティ · ネスA・ソリアーノS・ブロシアスD・ジーターS・スペンサーB・ウィリアムスP・オニールD・ジャスティス |
| 8                              | 一                             | M・グレース                    | 左                             | M・バティスタR・バラハスM・グレースC・カウンセルM・ウィリ · アムズT・ウォマックL・ゴンザレスS・フィンリーR・サンダースE・デュラーゾ | 8                        | 三                       | S・ブロシアス            | 右                       | M・ムッシーナJ・ポサダT・マルティ · ネスA・ソリアーノS・ブロシアスD・ジーターS・スペンサーB・ウィリアムスP・オニールD・ジャスティス |
| 9                              | 捕                             | R・バラハス                    | 右                             | M・バティスタR・バラハスM・グレースC・カウンセルM・ウィリ · アムズT・ウォマックL・ゴンザレスS・フィンリーR・サンダースE・デュラーゾ | 9                        | 二                       | A・ソリアーノ            | 右                       | M・ムッシーナJ・ポサダT・マルティ · ネスA・ソリアーノS・ブロシアスD・ジーターS・スペンサーB・ウィリアムスP・オニールD・ジャスティス |
| 先発投手                       | 先発投手                       | 先発投手                       | 投球                           | M・バティスタR・バラハスM・グレースC・カウンセルM・ウィリ · アムズT・ウォマックL・ゴンザレスS・フィンリーR・サンダースE・デュラーゾ | 先発投手                 | 先発投手                 | 先発投手                 | 投球                     | M・ムッシーナJ・ポサダT・マルティ · ネスA・ソリアーノS・ブロシアスD・ジーターS・スペンサーB・ウィリアムスP・オニールD・ジャスティス |
| M・バティスタ                  | M・バティスタ                  | M・バティスタ                  | 右                             | M・バティスタR・バラハスM・グレースC・カウンセルM・ウィリ · アムズT・ウォマックL・ゴンザレスS・フィンリーR・サンダースE・デュラーゾ | M・ムッシーナ            | M・ムッシーナ            | M・ムッシーナ            | 右                       | M・ムッシーナJ・ポサダT・マルティ · ネスA・ソリアーノS・ブロシアスD・ジーターS・スペンサーB・ウィリアムスP・オニールD・ジャスティス |

### 第6戦 11月3日
- バンク・ワン・ボールパーク（アリゾナ州フェニックス）

|                                | 1 | 2 | 3 | 4 | 5 | 6 | 7 | 8 | 9 | R  | H  | E |
| ------------------------------ | - | - | - | - | - | - | - | - | - | -- | -- | - |
| ニューヨーク・ヤンキース       | 0 | 0 | 0 | 0 | 0 | 2 | 0 | 0 | 0 | 2  | 7  | 1 |
| アリゾナ・ダイヤモンドバックス | 1 | 3 | 8 | 3 | 0 | 0 | 0 | 0 | X | 15 | 22 | 0 |

1. 勝利：ランディ・ジョンソン（2勝）
2. 敗戦：アンディ・ペティット（2敗）
3. 審判
［球審］デイナ・デムス
［塁審］一塁: スティーブ・リプリー、二塁: マーク・ハーシュベック、三塁: デイル・スコット
［外審］左翼: エド・ラピュアーノ、右翼: ジム・ジョイス
4. 夜間試合  試合時間: 3時間33分  観客: 4万9707人  気温: 91°F（32.8°C）
詳細: MLB.com Gameday / Baseball-Reference.com

| ニューヨーク・ヤンキース | ニューヨーク・ヤンキース | ニューヨーク・ヤンキース | ニューヨーク・ヤンキース | ニューヨーク・ヤンキース | アリゾナ・ダイヤモンドバックス | アリゾナ・ダイヤモンドバックス | アリゾナ・ダイヤモンドバックス | アリゾナ・ダイヤモンドバックス | アリゾナ・ダイヤモンドバックス                                                                                           |
| ------------------------ | ------------------------ | ------------------------ | ------------------------ | --- | ------------------------------ | ------------------------------ | ------------------------------ | ------------------------------ | --- |
| 打順                     | 守備                     | 選手                     | 打席                     | A・ペティットJ・ポサダT・マルティ · ネスA・ソリアーノS・ブロシアスD・ジーターC・ノブロックB・ウィリアムスS・スペンサー（なし） | 打順                           | 守備                           | 選手                           | 打席                           | R・ジョンソンD・ミラーG・コルブランJ・ベルM・ウィリ · アムズT・ウォマックL・ゴンザレスD・バティスタR・サンダース（なし） |
| 1                        | 左                       | C・ノブロック            | 右                       | A・ペティットJ・ポサダT・マルティ · ネスA・ソリアーノS・ブロシアスD・ジーターC・ノブロックB・ウィリアムスS・スペンサー（なし） | 1                              | 遊                             | T・ウォマック                  | 左                             | R・ジョンソンD・ミラーG・コルブランJ・ベルM・ウィリ · アムズT・ウォマックL・ゴンザレスD・バティスタR・サンダース（なし） |
| 2                        | 遊                       | D・ジーター              | 右                       | A・ペティットJ・ポサダT・マルティ · ネスA・ソリアーノS・ブロシアスD・ジーターC・ノブロックB・ウィリアムスS・スペンサー（なし） | 2                              | 中                             | D・バティスタ                  | 右                             | R・ジョンソンD・ミラーG・コルブランJ・ベルM・ウィリ · アムズT・ウォマックL・ゴンザレスD・バティスタR・サンダース（なし） |
| 3                        | 中                       | B・ウィリアムス          | 両                       | A・ペティットJ・ポサダT・マルティ · ネスA・ソリアーノS・ブロシアスD・ジーターC・ノブロックB・ウィリアムスS・スペンサー（なし） | 3                              | 左                             | L・ゴンザレス                  | 左                             | R・ジョンソンD・ミラーG・コルブランJ・ベルM・ウィリ · アムズT・ウォマックL・ゴンザレスD・バティスタR・サンダース（なし） |
| 4                        | 捕                       | J・ポサダ                | 両                       | A・ペティットJ・ポサダT・マルティ · ネスA・ソリアーノS・ブロシアスD・ジーターC・ノブロックB・ウィリアムスS・スペンサー（なし） | 4                              | 一                             | G・コルブラン                  | 右                             | R・ジョンソンD・ミラーG・コルブランJ・ベルM・ウィリ · アムズT・ウォマックL・ゴンザレスD・バティスタR・サンダース（なし） |
| 5                        | 右                       | S・スペンサー            | 右                       | A・ペティットJ・ポサダT・マルティ · ネスA・ソリアーノS・ブロシアスD・ジーターC・ノブロックB・ウィリアムスS・スペンサー（なし） | 5                              | 三                             | M・ウィリアムズ                | 右                             | R・ジョンソンD・ミラーG・コルブランJ・ベルM・ウィリ · アムズT・ウォマックL・ゴンザレスD・バティスタR・サンダース（なし） |
| 6                        | 一                       | T・マルティネス          | 左                       | A・ペティットJ・ポサダT・マルティ · ネスA・ソリアーノS・ブロシアスD・ジーターC・ノブロックB・ウィリアムスS・スペンサー（なし） | 6                              | 右                             | R・サンダース                  | 右                             | R・ジョンソンD・ミラーG・コルブランJ・ベルM・ウィリ · アムズT・ウォマックL・ゴンザレスD・バティスタR・サンダース（なし） |
| 7                        | 二                       | A・ソリアーノ            | 右                       | A・ペティットJ・ポサダT・マルティ · ネスA・ソリアーノS・ブロシアスD・ジーターC・ノブロックB・ウィリアムスS・スペンサー（なし） | 7                              | 二                             | J・ベル                        | 右                             | R・ジョンソンD・ミラーG・コルブランJ・ベルM・ウィリ · アムズT・ウォマックL・ゴンザレスD・バティスタR・サンダース（なし） |
| 8                        | 三                       | S・ブロシアス            | 右                       | A・ペティットJ・ポサダT・マルティ · ネスA・ソリアーノS・ブロシアスD・ジーターC・ノブロックB・ウィリアムスS・スペンサー（なし） | 8                              | 捕                             | D・ミラー                      | 右                             | R・ジョンソンD・ミラーG・コルブランJ・ベルM・ウィリ · アムズT・ウォマックL・ゴンザレスD・バティスタR・サンダース（なし） |
| 9                        | 投                       | A・ペティット            | 左                       | A・ペティットJ・ポサダT・マルティ · ネスA・ソリアーノS・ブロシアスD・ジーターC・ノブロックB・ウィリアムスS・スペンサー（なし） | 9                              | 投                             | R・ジョンソン                  | 右                             | R・ジョンソンD・ミラーG・コルブランJ・ベルM・ウィリ · アムズT・ウォマックL・ゴンザレスD・バティスタR・サンダース（なし） |
| 先発投手                 | 先発投手                 | 先発投手                 | 投球                     | A・ペティットJ・ポサダT・マルティ · ネスA・ソリアーノS・ブロシアスD・ジーターC・ノブロックB・ウィリアムスS・スペンサー（なし） | 先発投手                       | 先発投手                       | 先発投手                       | 投球                           | R・ジョンソンD・ミラーG・コルブランJ・ベルM・ウィリ · アムズT・ウォマックL・ゴンザレスD・バティスタR・サンダース（なし） |
| A・ペティット            | A・ペティット            | A・ペティット            | 左                       | A・ペティットJ・ポサダT・マルティ · ネスA・ソリアーノS・ブロシアスD・ジーターC・ノブロックB・ウィリアムスS・スペンサー（なし） | R・ジョンソン                  | R・ジョンソン                  | R・ジョンソン                  | 左                             | R・ジョンソンD・ミラーG・コルブランJ・ベルM・ウィリ · アムズT・ウォマックL・ゴンザレスD・バティスタR・サンダース（なし） |

### 第7戦 11月4日
- バンク・ワン・ボールパーク（アリゾナ州フェニックス）

|                                | 1 | 2 | 3 | 4 | 5 | 6 | 7 | 8 | 9  | R | H  | E |
| ------------------------------ | - | - | - | - | - | - | - | - | -- | - | -- | - |
| ニューヨーク・ヤンキース       | 0 | 0 | 0 | 0 | 0 | 0 | 1 | 1 | 0  | 2 | 6  | 3 |
| アリゾナ・ダイヤモンドバックス | 0 | 0 | 0 | 0 | 0 | 1 | 0 | 0 | 2x | 3 | 11 | 0 |

1. 勝利：ランディ・ジョンソン（3勝）
2. 敗戦：マリアノ・リベラ（1勝1敗1S）
3. 本塁打
NYY：アルフォンソ・ソリアーノ1号ソロ
4. 審判
［球審］スティーブ・リプリー
［塁審］一塁: マーク・ハーシュベック、二塁: デイル・スコット、三塁: エド・ラピュアーノ
［外審］左翼: ジム・ジョイス、右翼: デイナ・デムス
5. 夜間試合  試合時間: 3時間20分  観客: 4万9589人  気温: 94°F（34.4°C）
詳細: MLB.com Gameday / Baseball-Reference.com

| ニューヨーク・ヤンキース | ニューヨーク・ヤンキース | ニューヨーク・ヤンキース | ニューヨーク・ヤンキース | ニューヨーク・ヤンキース | アリゾナ・ダイヤモンドバックス | アリゾナ・ダイヤモンドバックス | アリゾナ・ダイヤモンドバックス | アリゾナ・ダイヤモンドバックス | アリゾナ・ダイヤモンドバックス                                                                                             |
| ------------------------ | ------------------------ | ------------------------ | ------------------------ | --- | ------------------------------ | ------------------------------ | ------------------------------ | ------------------------------ | --- |
| 打順                     | 守備                     | 選手                     | 打席                     | R・クレメンスJ・ポサダT・マルティ · ネスA・ソリアーノS・ブロシアスD・ジーターS・スペンサーB・ウィリアムスP・オニール（なし） | 打順                           | 守備                           | 選手                           | 打席                           | C・シリングD・ミラーM・グレースC・カウンセルM・ウィリ · アムズT・ウォマックL・ゴンザレスS・フィンリーD・バティスタ（なし） |
| 1                        | 遊                       | D・ジーター              | 右                       | R・クレメンスJ・ポサダT・マルティ · ネスA・ソリアーノS・ブロシアスD・ジーターS・スペンサーB・ウィリアムスP・オニール（なし） | 1                              | 遊                             | T・ウォマック                  | 左                             | C・シリングD・ミラーM・グレースC・カウンセルM・ウィリ · アムズT・ウォマックL・ゴンザレスS・フィンリーD・バティスタ（なし） |
| 2                        | 右                       | P・オニール              | 左                       | R・クレメンスJ・ポサダT・マルティ · ネスA・ソリアーノS・ブロシアスD・ジーターS・スペンサーB・ウィリアムスP・オニール（なし） | 2                              | 二                             | C・カウンセル                  | 左                             | C・シリングD・ミラーM・グレースC・カウンセルM・ウィリ · アムズT・ウォマックL・ゴンザレスS・フィンリーD・バティスタ（なし） |
| 3                        | 中                       | B・ウィリアムス          | 両                       | R・クレメンスJ・ポサダT・マルティ · ネスA・ソリアーノS・ブロシアスD・ジーターS・スペンサーB・ウィリアムスP・オニール（なし） | 3                              | 左                             | L・ゴンザレス                  | 左                             | C・シリングD・ミラーM・グレースC・カウンセルM・ウィリ · アムズT・ウォマックL・ゴンザレスS・フィンリーD・バティスタ（なし） |
| 4                        | 一                       | T・マルティネス          | 左                       | R・クレメンスJ・ポサダT・マルティ · ネスA・ソリアーノS・ブロシアスD・ジーターS・スペンサーB・ウィリアムスP・オニール（なし） | 4                              | 三                             | M・ウィリアムズ                | 右                             | C・シリングD・ミラーM・グレースC・カウンセルM・ウィリ · アムズT・ウォマックL・ゴンザレスS・フィンリーD・バティスタ（なし） |
| 5                        | 捕                       | J・ポサダ                | 両                       | R・クレメンスJ・ポサダT・マルティ · ネスA・ソリアーノS・ブロシアスD・ジーターS・スペンサーB・ウィリアムスP・オニール（なし） | 5                              | 中                             | S・フィンリー                  | 左                             | C・シリングD・ミラーM・グレースC・カウンセルM・ウィリ · アムズT・ウォマックL・ゴンザレスS・フィンリーD・バティスタ（なし） |
| 6                        | 左                       | S・スペンサー            | 右                       | R・クレメンスJ・ポサダT・マルティ · ネスA・ソリアーノS・ブロシアスD・ジーターS・スペンサーB・ウィリアムスP・オニール（なし） | 6                              | 右                             | D・バティスタ                  | 右                             | C・シリングD・ミラーM・グレースC・カウンセルM・ウィリ · アムズT・ウォマックL・ゴンザレスS・フィンリーD・バティスタ（なし） |
| 7                        | 二                       | A・ソリアーノ            | 右                       | R・クレメンスJ・ポサダT・マルティ · ネスA・ソリアーノS・ブロシアスD・ジーターS・スペンサーB・ウィリアムスP・オニール（なし） | 7                              | 一                             | M・グレース                    | 左                             | C・シリングD・ミラーM・グレースC・カウンセルM・ウィリ · アムズT・ウォマックL・ゴンザレスS・フィンリーD・バティスタ（なし） |
| 8                        | 三                       | S・ブロシアス            | 右                       | R・クレメンスJ・ポサダT・マルティ · ネスA・ソリアーノS・ブロシアスD・ジーターS・スペンサーB・ウィリアムスP・オニール（なし） | 8                              | 捕                             | D・ミラー                      | 右                             | C・シリングD・ミラーM・グレースC・カウンセルM・ウィリ · アムズT・ウォマックL・ゴンザレスS・フィンリーD・バティスタ（なし） |
| 9                        | 投                       | R・クレメンス            | 右                       | R・クレメンスJ・ポサダT・マルティ · ネスA・ソリアーノS・ブロシアスD・ジーターS・スペンサーB・ウィリアムスP・オニール（なし） | 9                              | 投                             | C・シリング                    | 右                             | C・シリングD・ミラーM・グレースC・カウンセルM・ウィリ · アムズT・ウォマックL・ゴンザレスS・フィンリーD・バティスタ（なし） |
| 先発投手                 | 先発投手                 | 先発投手                 | 投球                     | R・クレメンスJ・ポサダT・マルティ · ネスA・ソリアーノS・ブロシアスD・ジーターS・スペンサーB・ウィリアムスP・オニール（なし） | 先発投手                       | 先発投手                       | 先発投手                       | 投球                           | C・シリングD・ミラーM・グレースC・カウンセルM・ウィリ · アムズT・ウォマックL・ゴンザレスS・フィンリーD・バティスタ（なし） |
| R・クレメンス            | R・クレメンス            | R・クレメンス            | 右                       | R・クレメンスJ・ポサダT・マルティ · ネスA・ソリアーノS・ブロシアスD・ジーターS・スペンサーB・ウィリアムスP・オニール（なし） | C・シリング                    | C・シリング                    | C・シリング                    | 右                             | C・シリングD・ミラーM・グレースC・カウンセルM・ウィリ · アムズT・ウォマックL・ゴンザレスS・フィンリーD・バティスタ（なし） |

最終第7戦の先発投手は、ダイヤモンドバックスはカート・シリング、ヤンキースはロジャー・クレメンス。このポストシーズンでの成績は、シリングが5試合41.0イニングで4勝0敗・防御率0.88、クレメンスが4試合20.1イニングで1勝1敗・防御率2.66である。このふたりはともに、この年のレギュラーシーズンでは20勝を挙げている。7戦4勝制のワールドシリーズが3勝3敗のタイにもつれ、最終戦でその年の20勝投手どうしが先発として投げ合うのは、1985年以来16年ぶり史上6度目である。ダイヤモンドバックスGMのジョー・ガラジオーラ・ジュニアはこのふたりの投げ合いを、1975年10月に行われたボクシングの世界ヘビー級タイトルマッチ "スリラー・イン・マニラ" に喩えた。
1991年のシーズン終了後、伸び悩む若手投手だったシリングはクレメンスに助言を請い、才能を無駄遣いしていると一喝されたことで野球に取り組む姿勢を変え、翌年以降の飛躍につなげた。それから10年が経ったこの日、クレメンスと投げ合うことについて、シリングは「個人的に大きな意味を持つ」と話す。その一方で、今季はレギュラーシーズンとポストシーズンで合わせて既に297イニングを投げているうえ、それまで未経験だった中3日での先発登板を今シリーズでは第1戦→第4戦→第7戦と続けているため、腕にはかなりの痛みがあったという。それでもシリングは、マウンドに上がると好投を見せる。初回表、一死から2番ポール・オニールの打球が右中間を破った。オニールは二塁を回って三塁打にしようとしたが、この打球を処理した右翼手ダニー・バティスタから二塁手クレイグ・カウンセルを経て三塁手マット・ウィリアムズへ送球が渡り、オニールは三塁でタッチアウトとなった。このあとシリングは16打者連続でアウトを重ね、6回表終了までオニールの一打を除いて相手打線を完璧に封じた。第3戦先発投手のブライアン・アンダーソンは、シリングが崩れたときに備えて試合開始からブルペンで待機していたが、2回表が終わる頃には自分の出番がなさそうだと悟った。また、捕手のダミアン・ミラーはこの日、シリングの球を受けていて「いつもと変わらない」と感じていた。

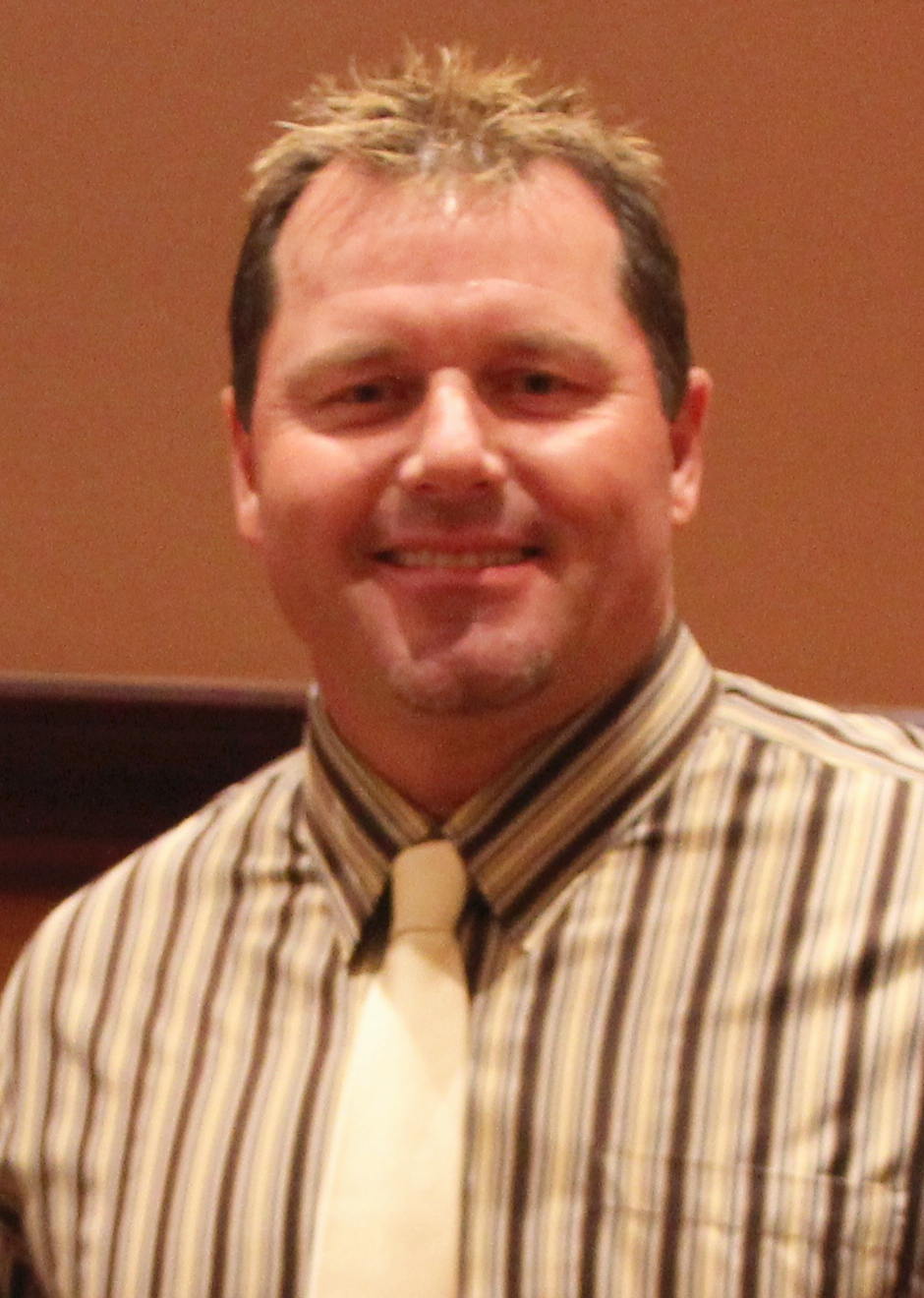
ロジャー・クレメンスの年齢は、この試合時点で39歳92日だった。最終第7戦の先発投手としてはシリーズ史上最高齢である（写真は現役引退後の2012年10月23日撮影）

対するクレメンスは、毎回走者の出塁を許す。特に最初の3イニングは、初回裏は自らの失策をきっかけに二死二塁、2回裏は与四球と被安打で一死一・二塁、3回裏は2被安打で二死一・二塁、といずれも得点圏に走者を背負った。だがその都度、後続を三振に仕留めてダイヤモンドバックスの先制を阻止した。5回終了時点で両軍無得点という展開は、シリーズ最終第7戦では10年ぶり史上3度目だった。この均衡が破れたのは6回裏である。この回先頭の5番スティーブ・フィンリーが中前打で出塁した。ダイヤモンドバックス先頭打者の出塁は、この試合ではこれが初めて。すると次打者D・バティスタは初球を捉えて左中間を破り、フィンリーが先制のホームを踏んだ。ダイヤモンドバックスの外野は左翼のルイス・ゴンザレスのみが固定で、残り2枠にはプラトーン・システムを採用していた。この日は右のクレメンスを相手に、まず中堅に左打者のフィンリーが入った。残る右翼の候補はともに右打者のレジー・サンダースとD・バティスタで、過去のクレメンスとの対戦成績からD・バティスタが選ばれており、この選手起用がこの場面で的中した。ただD・バティスタはこの打球で、初回表のオニールと同様に三塁を狙ってアウトとなり、クレメンスは1失点のみで切り抜けた。この時点で両投手の球数は、シリングが75球だったのに対しクレメンスは既に100球を超えていた。
試合が7回に入る頃から球場周辺の天候が荒れ始め、砂嵐がフィールドに吹き込み小雨も降り出した。そのなかでヤンキースは7回表、すぐさま同点に追いついた。先頭の1番デレク・ジーターと2番オニールが連打で無死一・二塁とする。ヤンキースは3番バーニー・ウィリアムスに犠牲バントをさせずに打たせ、一ゴロで一塁走者オニールが封殺されて一死一・三塁となる。ここで4番ティノ・マルティネスが右前打を放ってジーターを還した。シリングは後続を外野フライに打ち取り、同点にとどめた。その裏ダイヤモンドバックスは、9番シリングから始まる打順で代打を出さなかった。この采配について監督のボブ・ブレンリーは、シリングの投球にスタミナ切れの兆しが認められないためだと説明したが、表の3被安打がいずれもライナー性の鋭い打球だったことを考えると、実際には既に限界が来ていたといえる。クレメンスはシリングを三振させたあと、1番トニー・ウォマックに右前打を浴びたところでマイク・スタントンの救援を仰いだ。監督のジョー・トーリはクレメンスの投球を「初球ストライクがあまりとれてなかったように思うが、うまく対処して効果的な投球を続けてくれた」と称えた。ダイヤモンドバックスは、ウォマックの盗塁失敗などでこの回を無得点で終えると、前日の先発投手ランディ・ジョンソンをブルペンへ向かわせた。ジョンソンはこの日、球場入り時にブレンリーから「今夜1イニングいけるか？」と訊かれ「必要とあらば何イニングでも」と返答していた。
8回表、ヤンキースが1点を勝ち越す。先頭の7番アルフォンソ・ソリアーノがシリングに対し、0ボール2ストライクから5球目のスプリッターをすくい上げた。左翼手ゴンザレスがこの打球を追ったが、打球はその上を越えて外野席へ飛び込む本塁打となった。ソリアーノは「打ったとき『行ったー、これが欲しかったんだよ』って言ってた」という。最終第7戦で7回以降の勝ち越し本塁打は、シリーズ史上15年ぶり5本目だった。さらに一死一塁となるとダグアウトからブレンリーが出てきて、マウンド上で「よくやってくれた、君は私のヒーローだ」とシリングを労って降板を告げた。ミゲル・バティスタがマウンドを引き継ぎ、1番ジーターを三ゴロに打ち取ったあと、2番・左打者のオニールの打順でジョンソンが登板した。ブルペンコーチのグレン・シャーロックは「ブルペンの扉が開いて大男（ジョンソン）が出てきた途端、場内が狂ったように盛り上がって、こっちは全身鳥肌だったよ」と振り返る。オニールの代打に右打者のチャック・ノブロックが送られたが、ジョンソンは右飛に抑えた。その裏、ヤンキースのブルペンからは抑え投手マリアノ・リベラが登場し、1安打を許したものの無失点とした。リベラが6番D・バティスタを空振り三振させてイニングを終えたとき、クレメンスは4連覇を確信したという。ジョンソンは9回表も続投して三者凡退に封じ、試合は残すところ9回裏のみとなった。

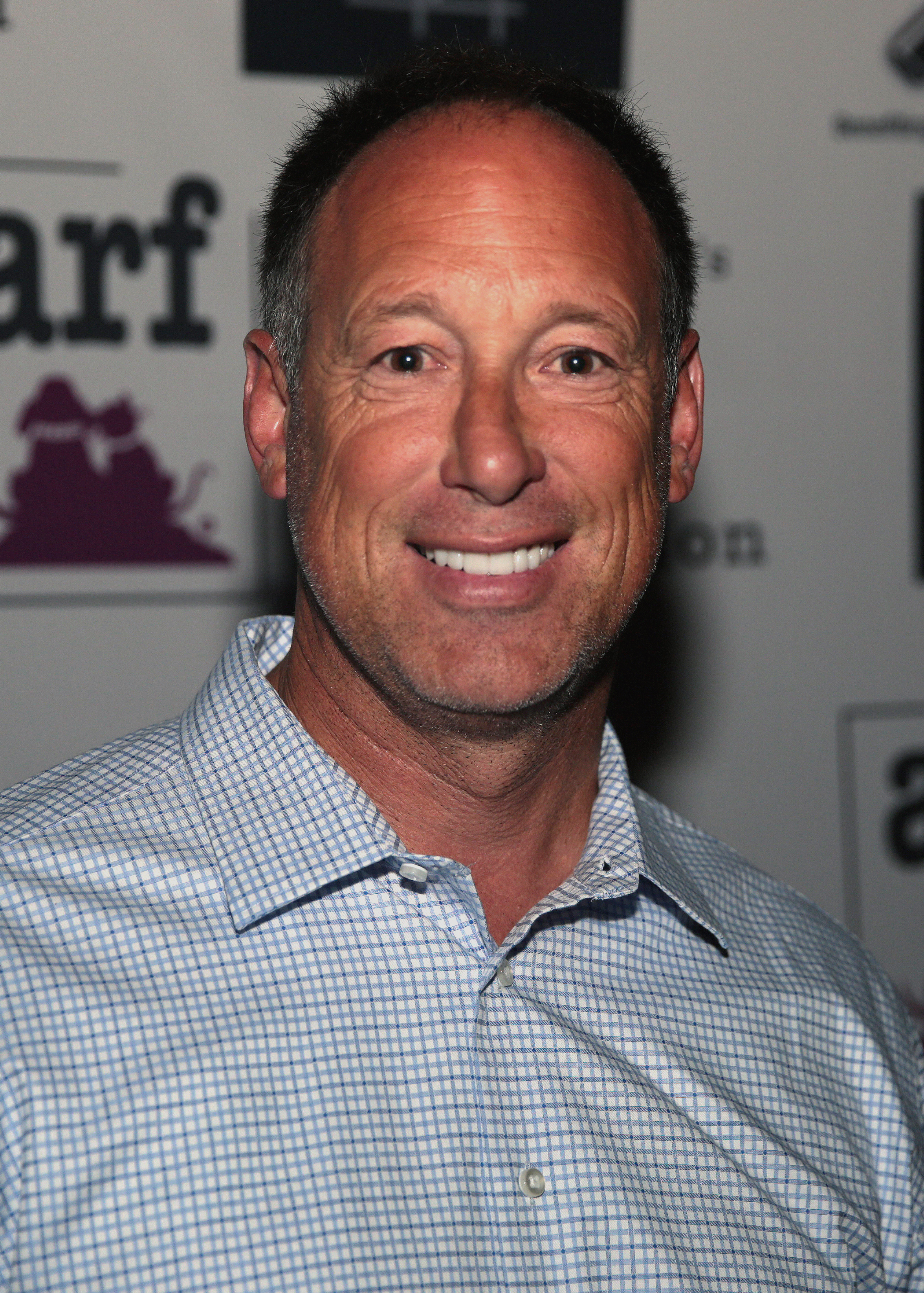
ルイス・ゴンザレスの一打は、シリーズ史上4年ぶり9本目の優勝決定サヨナラ安打となった（写真は現役引退後の2017年3月22日撮影）

9回裏、先頭打者マーク・グレースが中前打で出塁し、代走にデビッド・デルーチが送られる。次打者ミラーは2球目をバントした。打球はリベラの正面に転がり、リベラはマウンドを駆け下りて打球を捕ると二塁へ送球した。しかしこれが右方向へ逸れ、遊撃手ジーターのグラブも届かず中堅へ達し、無死一・二塁となった。9番ジョンソンの代打ジェイ・ベルも初球をバントしたが、リベラが今度は二塁走者デルーチを三塁で封殺して進塁を阻止した。ただ、リベラは三塁手スコット・ブロシアスの一塁送球による併殺を期待していたが、ブロシアスは封殺後すぐにプレイを止めた。打順は1番ウォマックにまわる。ウォマックは今ポストシーズンで打率.235と低迷していたが、代打を出されずにそのまま打席に立つと期待に応え、2ボール2ストライクから5球目のカッターを引っ張って右翼線への同点二塁打とした。さらに2番カウンセルの死球で一死満塁となり、ヤンキースは内野陣に前進守備を敷かせる。3番ゴンザレスは打席に立ち、バットを普段より指2本分短めに持った。FOXの全米テレビ中継では、解説のティム・マッカーバーが「リベラはバットを折って小飛球を打たせることが多いから、前進守備が裏目に出る可能性もある」と指摘していた。1ストライクからの2球目、それが現実となる。内角高めへのカッターをゴンザレスがバットを折られながらも弾き返すと、打球はジーターの頭上を飛んで中前へ落ち、ダイヤモンドバックスの逆転優勝を決めるサヨナラ安打となった。
シリーズMVPは、ジョンソンとシリングのふたりが受賞した。ダイヤモンドバックスが勝利した今シリーズ4試合で、投手陣が稼いだアウト108個のうち、95個がこのふたりによるものだった。シリングはこの日の試合中、ジョンソンが中0日でブルペンへ向かったことを知ったとき「自分のしたこと（中3日で先発）なんてたいしたことないと思わされたよ」という。ワールドシリーズで第6戦に先発登板し勝利投手となったあと、翌日の第7戦にも救援登板したのは、1952年のビック・ラッシー以来ジョンソンが49年ぶりだった。ジョンソンは「自分ひとりの功績にしてほしくないね。チームの25人全員がMVPだ」と述べた。
ダイヤモンドバックスのゴンザレスとヤンキースのマルティネスは、ともにフロリダ州タンパのトーマス・ジェファーソン高校出身で、野球部ではチームメイトだった。試合前にふたりはフィールド上で会い、ゴンザレスがマルティネスに「今夜何が起ころうと、俺ら両方にとって夢が現実になってるよな」と話していた。マルティネスはシーズン終了後にFAとなるため、これがヤンキースでの最後の試合となる可能性があった。試合後、そのことを訊かれたマルティネスは「今は答える気になれない。この状況にがっかりしていて、FAのことを考えるのは数週間後になりそうだ」と答えた。翌日未明、ゴンザレスが自身の携帯電話に各所から寄せられたお祝いの連絡を確認したところ、そのなかでもかなり早めに、マルティネスから「君のことを思うと嬉しい」というメッセージが入っていた。

## テレビ中継

### アメリカ合衆国
アメリカ合衆国におけるテレビ中継はFOXが放送した。実況はジョー・バックが、解説はティム・マッカーバーが務めた。
FOXは1996年からNBCと分担する形でMLB中継に参入し、ワールドシリーズ中継はこれまでに1996年・1998年・2000年の3度放送していた。2000年9月、FOXは翌年以降6年間の新たな放映契約をNBCとは分け合わず、単独で締結した。今シリーズの中継はこの新契約に基づくものである。FOXが中継するワールドシリーズには、今回も含めて4回連続でヤンキースが出場することとなった。ヤンキースは全米屈指の人気球団であるため、FOXの広報担当者は「くじ運がいい」と喜んだ。今シリーズは全7試合平均で視聴率15.7％・視聴者数2452万8000人を記録し、前年を3.3ポイント・644万7000人上回った。
11月4日、最終第7戦中継の裏では、CBSが第53回プライムタイム・エミー賞授賞式を放送した。前年は授賞式が9月10日に開催され、ABCによる中継は平均視聴者数2100万人超を記録していた。2001年の授賞式は当初9月16日に開催予定だったが、同時多発テロ事件の発生とアフガニスタン紛争の開始にともない、11月4日へ延期された。ワールドシリーズが最終第7戦までもつれ込んだため、ふたつのイベント中継番組が同時間帯で視聴率を争うこととなった。その結果、平均視聴者数はFOXのシリーズ第7戦中継が3910万人だったのに対し、CBSのエミー賞授賞式中継は1710万人にとどまった。ただ、FOXの放送にCBSは不快感を抱いた。授賞式では3時間のうちシリーズの途中経過に触れた場面が1度あっただけだったが、シリーズ中継では受賞者が発表されるたびに速報を逐一入れていたためである。授賞式中継は、アメリカ合衆国本土の4つの時間帯のうち山岳部標準時採用地域では1時間遅れ、太平洋標準時採用地域では3時間遅れの録画放送だったため、これらの地域ではシリーズ中継がネタバレを提供することとなった。CBS副社長ジル・シュワルツはFOXの放送について「著しく品位に欠ける行為だ。テレビ業界全体を挙げての祝祭を台無しにしようとするなんて残念だよ」と批判した。
この放送は2002年4月23日に発表された第23回スポーツ・エミー賞において、最優秀中継特別番組賞を受賞した。
| 2000年 2000年のワールドシリーズ （FOX） | スポーツ・エミー賞 最優秀中継特別番組賞 2001年 | 2002年 ソルトレークシティ 冬季オリンピック （NBC） |

### 日本
日本での生中継の放送は、日本放送協会（NHK）の衛星放送チャンネル "衛星第1テレビジョン"（当時）で行われた。実況は竹林宏が、解説は高橋直樹が務めた。

## 評価
『スポーティングニュース』のジェイソン・フォスターは、2017年のワールドシリーズ期間中に「今回のシリーズが皆の目を釘付けにする前に、よく『史上最高』として取りあげられていたシリーズは3つある」として、1975年や1991年のシリーズとともにこの2001年を挙げた。また同時期にWCBS-TV（CBSニューヨーク）のスティーブ・シルバーマンは、自身が観てきた1964年以降のシリーズ全52回を順位づけし、今シリーズを4位とした。MLB.comのジョー・ポズナンスキーは2019年3月、シリーズの総得失点差や1点差試合および延長戦の多さなどを基準に最終第7戦までもつれたシリーズ全39回を順位づけし、こちらも今シリーズを4位とした。ESPNのサム・ミラーは2020年5月、出場2チームの実力がどれほど伯仲していたかやどれほど記憶に残るシリーズとなったかなどを基準に全115回のシリーズを順位づけし、今シリーズを6位とした。
『ハードボール・タイムズ』のクリス・ジャフは2011年10月、歴代のポストシーズン各シリーズについて、面白さの数値化を試みた。「1点差試合は3ポイント、1－0の試合ならさらに1ポイント」「サヨナラゲームは10ポイント、サヨナラが本塁打によるものならさらに5ポイント」「7試合制のシリーズが最終戦までもつれれば15ポイント」などというように、試合経過やシリーズの展開が一定の条件を満たすのに応じてポイントを付与することで、主観的ではなく定量的な評価を行った。その結果、同年の両リーグ優勝決定戦まで全262シリーズの平均が45ポイントだったところ、今シリーズは134.7ポイントを獲得した。これは当時106回を数えるワールドシリーズの中では1991年（137.5ポイント）と1975年（135.7ポイント）に次ぐ3位、地区シリーズやリーグ優勝決定戦を含めた全262シリーズ中でも4位の高得点だった。